# Emil Köhler (Politiker)
Emil Rudolf Köhler (* 1832 in Birkenfeld; † 1924 in Herrstein) war ein deutscher Kommunalpolitiker und Parlamentarier.

## Leben
Emil Köhler besuchte zunächst die Volksschule in Birkenfeld und anschließend das Gymnasium in Kreuznach. Nach dem Abitur studierte er an den Universitäten Heidelberg, Bonn und Berlin Rechtswissenschaften. 1856 wurde er Mitglied des Corps Marcomannia Bonn. Nach dem Studium trat er in den Staatsdienst des Fürstentum Birkenfeld ein. Von 1865 bis 1886 war Bürgermeister von Herrstein und von 1886 bis 1906 von Nohfelden/Nahe. Anschließend verbrachte er seinen Ruhestand in Herrstein.
Emil Köhler gehörte von 1866 bis 1869, von 1872 bis 1875, von 1878 bis 1881 und von 1893 bis 1996 dem Oldenburgischen Landtag an. Im Jahr 1900 war er Gründungsmitglied des Nohfelder Obstzucht- und Schutzvereins.